# Alfredo Valdez
Alfredo Sebastián Valdez (Ciudad de San Luis, Provincia de San Luis, 1 de julio de 1992) es un futbolista argentino que actualmente juega en G. E. P. U..

## Clubes
| Club                         | País      | Año         |
| ---------------------------- | --------- | ----------- |
| Juventud Unida Universitario | Argentina | 2009 - 2013 |
| Pacífico de General Alvear   | Argentina | 2013 - 2014 |
| Juventud Unida Universitario | Argentina | 2014 - 2015 |
| Puerto San Martín            | Argentina | 2015 - 2016 |
| Juventud Unida Universitario | Argentina | 2016 - 2018 |
| G. E. P. U.                  | Argentina | 2018 -      |